# 朱莉·道林
朱莉·道林（英語：Julie Dowling，1959年12月7日—），澳大利亚女子田径运动员。她曾代表澳大利亚参加1984年夏季残疾人奥林匹克运动会田径比赛，获得女子标枪4级金牌。